# Saint-André, Gers
Saint-André är en kommun i departementet Gers i regionen Occitanien i sydvästra Frankrike. Kommunen ligger i kantonen Samatan som tillhör arrondissementet Auch. År 2022 hade Saint-André 126 invånare.

## Befolkningsutveckling
Antalet invånare i kommunen Saint-André
Referens:INSEE